# Ariadna viridis
Ariadna viridis là một loài nhện trong họ Segestriidae.
Loài này thuộc chi Ariadna. Ariadna viridis được Embrik Strand miêu tả năm 1906.